# 奧斯坦金諾電視塔

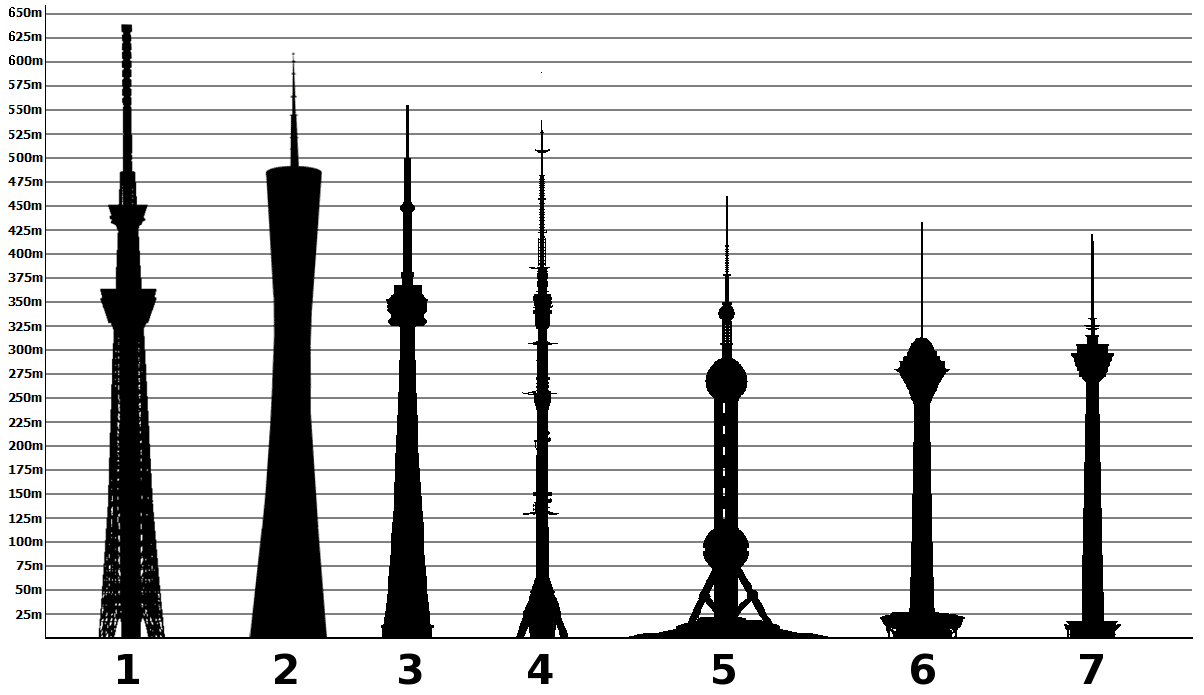
世界塔式建築高度排名（支柱式鐵塔除外）
1. 東京晴空塔
2. 廣州塔
3. 西恩塔
4. 奧斯坦金諾電視塔
5. 东方明珠广播电视塔
6. 默德塔（Borj-e-Milad）
7. 吉隆坡塔

Template:Infobox skyscraper
奧斯坦金諾電視塔（俄语：Останкинская телебашня）是俄羅斯莫斯科一座電視與廣播塔，高540公尺（1772英尺），為世界第4高塔，次於東京天空樹（634公尺），廣州塔（600公尺）與加拿大國家電視塔（553公尺）。奧斯坦金諾電視塔為莫斯科地標之一，也是世界高塔聯盟（World Federation of Great Towers）的成員。

## 建築

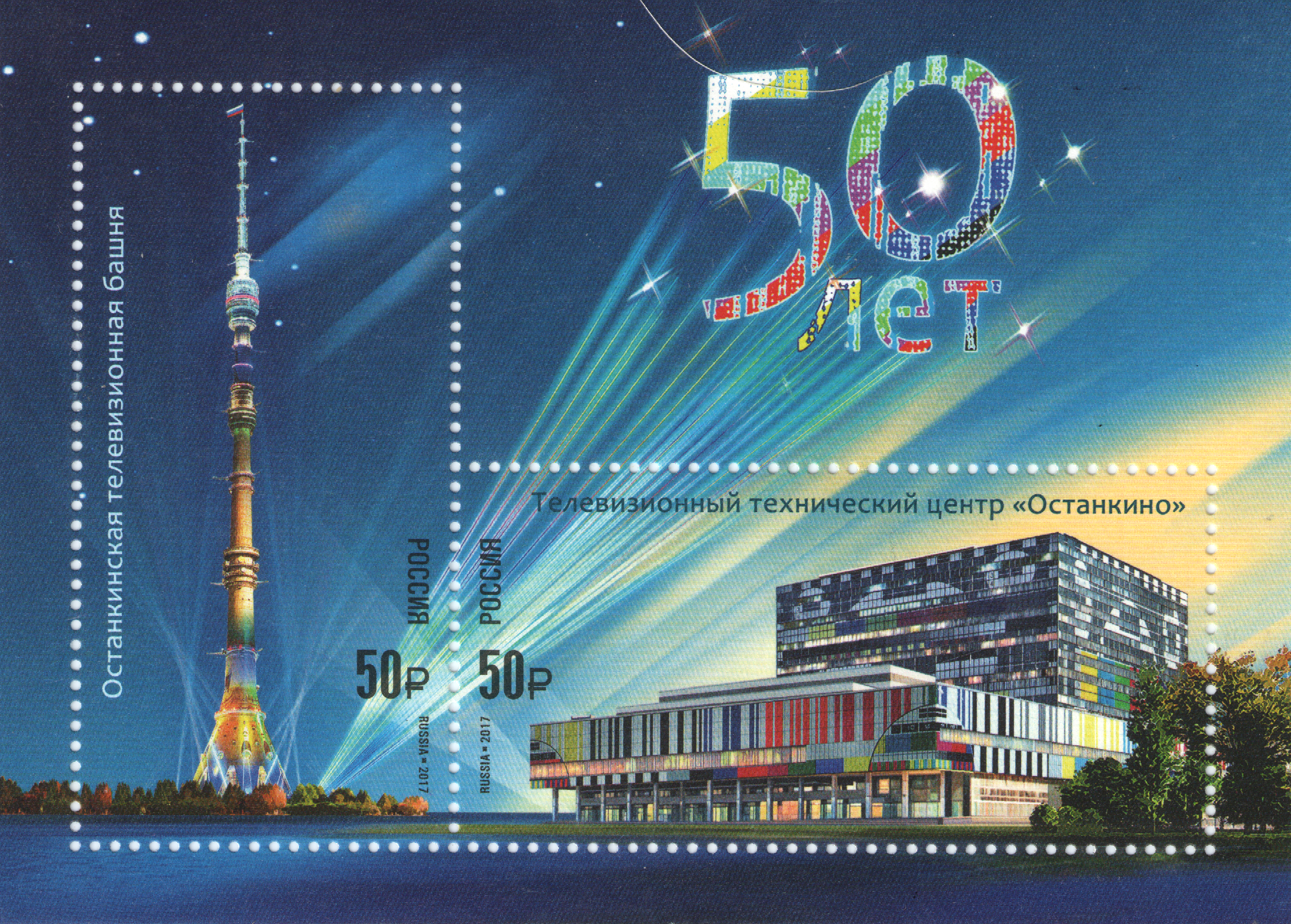
奧斯坦金諾電視塔50週年記念郵票

奧斯坦金諾電視塔於1963年開始建造，並在1967年完工。在完工後的8年內，奧斯坦金諾電視塔保持著世界最高建築的頭銜，直到加拿大多倫多的加拿大國家電視塔於1976年落成為止。1994年時曾經計畫在塔頂加裝天線，使得電視塔的高度達到561公尺，不過後來因為缺乏經費而取消。既使在塔頂安裝天線，奧斯坦金諾電視塔也將會被俄羅斯塔所超過，它是一座複合使用的摩天大樓，目前正在莫斯科國際商業中心中，計畫高度為612.2公尺（此塔建造在2009年取消）。
奧斯坦金諾電視塔目前總共播放15個電視頻道、14個廣播頻道與其他衛星電視頻道。奧斯坦金諾電視塔總重量達51,400公噸，並有45層樓。電視塔內主要的觀景台位於337公尺的高度，並擁有3間餐廳。

## 外觀
奧斯坦金諾電視塔的外型是前蘇聯設計師所設計的，類似一朵倒反的百合花與它的莖部。

## 意外事故

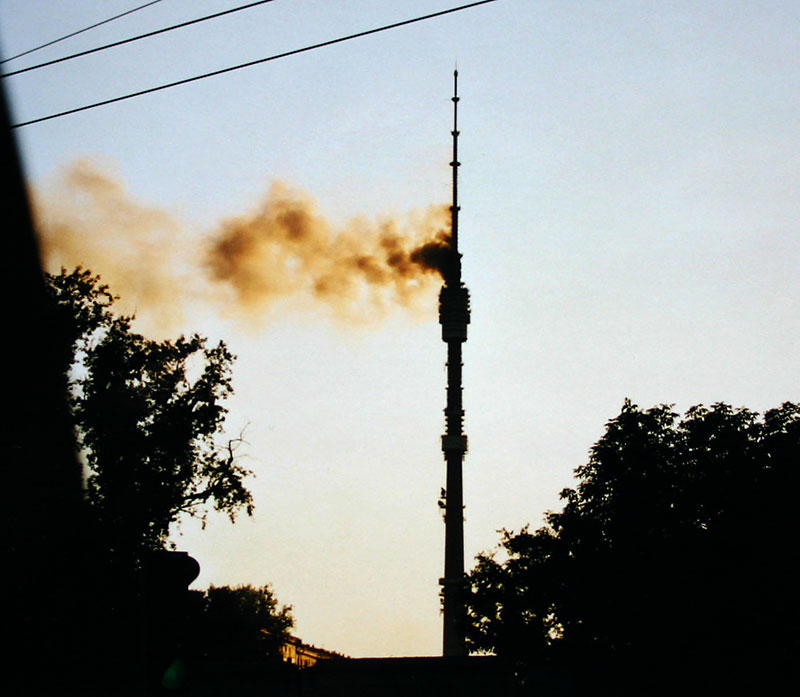
奧斯坦金諾電視塔在2000年8月發生火災

奧斯坦金諾電視塔曾在2000年8月7日失火，並造成3人死亡。除此之外，莫斯科的電視與廣播訊號都遭到破壞。火災發生在眺望台與第七天堂餐廳上方98公尺處，迫使遊客與其他人員都必須疏散。最後在起火90分鐘後完全疏散所有的人員。起火原因大部分是因為電子儀器老舊並且疏於保養的緣故，大部分的儀器都是在1960年代安裝的。這次火災並未影響到私人的NTV電視台，不過俄羅斯政府宣佈必需優先對莫斯科地區傳送RTR這些國有電視台的訊號。這次火災破壞大部分的內部設施，並引起電視塔倒塌的疑慮。不過後續的調查顯示，雖然建築結構受損嚴重，但是沒有倒塌的危險。修復工作立刻在火災後進行，促使奧斯坦金諾電視塔可以運作的更久。
這次意外是俄羅斯當月以來的第3次的災難，發生在莫斯科地下道爆炸案（造成12人喪生）與庫爾斯克號核潛艇在巴倫支海發生爆炸而沉沒（總共有118人死亡）之後。
奧地利的定點跳傘者Christina Grubelnik於2004年7月1日從奧斯坦金諾電視塔上跳傘時，因為撞擊到塔身而失去意識。她的降落傘被一個較低的平台所阻饒，後來她被救難人員平安拯救下來。
奧斯坦金諾電視塔再度於2007年5月25日失火，然而這次火災比2000年那次火災輕微，只發生在獨立於塔身的一個平台上。所有的人員都被撤離，這次火災後來被撲滅，沒有造成任何人員傷亡。

## 大眾文化
- 奧斯坦金諾電視塔也出現在俄羅斯籍作家謝爾蓋·盧基揚年科的作品《夜巡者》與《日巡者》當中。
- 在由THQ发行的，基于俄国科幻小说作家德米特里·格卢霍夫斯基改编成的电子游戏《地铁2033》中，该电视塔是最终关关底所在的场景，并是最后一章反复出现的主题。

## 電視台
- MTV Russia
- 歐洲新聞台
- NTV (俄羅斯)
- TV Center

## 外部連結
- Ostankino Television Tower
- BBC: Moscow's TV tower saved （页面存档备份，存于）
- Structurae数据库中Ostankino Tower的数据
- Ostankino Tower Above the Clouds （页面存档备份，存于）

| 前任： 約翰漢考克中心 | 世界最高自立建築 540公尺 (1772英尺) 1967年-1976年 | 繼任： 加拿大國家電視塔 |

55°49′11″N 37°36′42″E / 55.81972°N 37.61167°E